# Міохромель
Міохромель (Myochromella) — рід грибів родини Lyophyllaceae. Назва вперше опублікована 2015 року.

## Поширення та середовище існування
В Україні зростає міохромель оливково-сіра (Myochromella inolens).

## Класифікація
Згідно з базою MycoBank до роду Myochromella відносять 2 офіційно визнаних вида:
- Myochromella boudieri
- Myochromella inolens